# Manorama Weekly
Manorama Weekly é uma revista semanal de interesse local em idioma malaio, publicada pelo Grupo Manorama de publicações de Kottayam, Índia. Começou a publicar em 8 de agosto de 1937. Com uma circulação de 5,82,180 cópias (conforme pesquisa de julho a dezembro de 2010 do Audit Bureau of Circulation), é a maior venda semanal na Índia. Juntamente com a Mangalam Weekly, é a revista mais popular entre os keralitas, especialmente entre as donas de casa e as mulheres com pouca educação. Eles adquiriram o apelido coletivo das publicações "Ma" por causa de seu nome e conteúdo.